# Pauline Kael
Pauline Kael (n. 19 iunie 1919, Petaluma⁠(d), California, SUA – d. 3 septembrie 2001, Great Barrington⁠(d), Massachusetts, SUA) a fost un critic de film care a scris pentru publicația The New Yorker. Ea era cunoscută pentru recenziile sale pline de subiectivism și a fost considerată una dintre persoanele cele mai influente de la Hollywood.